# Крапчене
Кра́пчене (болг. Крапчене) — село в Монтанській області Болгарії. Входить до складу общини Монтана.

## Населення
За даними перепису населення 2011 року у селі проживали 335 осіб, з них 325 осіб (99,7%) — болгари.
Розподіл населення за віком у 2011 році:
Динаміка населення: